# Șobolanii deșertului (film)
Șobolanii deșertului (în engleză The Desert Rats) este un film american alb-negru regizat de Robert Wise după un scenariu de Richard Murphy[*]. A fost produs în Statele Unite ale Americii de studiourile 20th Century Fox și a avut premiera la 20 mai 1953, fiind distribuit de 20th Century Fox. Coloana sonoră este compusă de Leigh Harline[*]. Cheltuielile de producție s-au ridicat la 1,33 milioane dolari americani. Filmul a avut încasări de 1,1 milioane dolari. americani A fost nominalizat la Premiul Oscar pentru cel mai bun scenariu original.
Povestea filmului se referă la Asediul de la Tobruk (10 aprilie –  27 noiembrie 1941) în Africa de Nord în timpul celui de-al doilea război mondial.
James Mason a mai jucat anterior rolul generalului feldmareșal Erwin Rommel în filmul din 1951, Vulpea deșertului.

## Prezentare
La jumătatea lunii aprilie 1941 în Africa de Nord, mareșalul german Erwin Rommel (James Mason) și Afrika Korps au făcut ca armata britanică să fie în retragere spre Egipt și spre canalul Suez. În calea lui Rommel este Tobruk, o amenințare constantă pentru liniile sale de aprovizionare. A 9-a Divizie australiană este însărcinată să apere portul timp de două luni.
Generalul aliat (Robert Douglas) îl alege pe căpitanul britanic „Tammy” MacRoberts (Richard Burton), un ofițer cu experiență de teren, pentru a prelua comanda unei companii de trupe australiene care abia a sosit. MacRoberts este surprins neplăcut de australienii nedisciplinați. Este surprins să vadă în rândurile lor fostul său profesor, Tom Bartlett (Robert Newton). Bartlett, un alcoolic, explică mai târziu că, după ce a fost concediat de la locul de muncă în Marea Britanie din cauza alcolismului, a plecat în Australia și s-a alăturat armatei în timp ce era în stare de ebrietate. MacRoberts se oferă să-l transfere într-o unitate mai sigură, dar Bartlett refuză. Între timp, trupele neexperimentate sunt trimise direct în primele linii ale frontului, unde săpă găuri și se pregătesc să întâmpine atacul lui Rommel. Generalul aliat își masează artileria acolo unde presupune că germanii vor lovi. Sub acoperirea unei furtuni de nisip, ei atacă exact acolo unde generalul a prezis și se îndreaptă direct spre oamenii lui MacRoberts, dar germanii sunt respinși înapoi. Drept urmare, MacRoberts este pus la comanda batalionului și făcut temporar locotenent colonel.
Pentru a submina încrederea germanilor, sunt trimise mici raiduri de commando în fiecare seară. Patrulele lui MacRoberts își îndeplinesc misiunile de a lovi inamicul. Însă în timpul unui raid reușit la un depozit nazist de muniții, MacRoberts este rănit și prins. În timp ce este tratat de un medic german, el se întâlnește pe Rommel, care a fost împușcat de un Spitfire. Cu toate că este respectuos față de mareșal, MacRoberts subliniază în mod sfidător că Tobruk este un ghimpe în partea sa. Rommel este amuzat de impertinența sa și ordonă ca acesta să fie tratat bine. Mai târziu, MacRoberts evadează în timpul unui raid aerian asupra unui convoi german de camioane, iar el se întoarce spre liniile Aliate.
Asediul asupra orașului Tobruk continuă luni întregi. Prin urmare, MacRoberts se teme că oamenii săi vor obosi și vor trebui să fie scoși din misiune. Însă, o comandă vine din partea generalului, solicitând lui MacRoberts să ia cea mai bună companie și să apere o poziție cheie pe un deal timp de trei zile. Nouă zile mai târziu, după atacuri constante și încercuiri ale germanilor, MacRoberts consideră că oamenii săi nu mai pot continua și dă ordinul de retragere. În mod surprinzător, Bartlett care se consideră un laș fricos, îl roagă să se răzgândească. Spre surprinderea lui MacRoberts, restul oamenilor săi refuză să abandoneze dealul. Bartlett preia postul de observație, unde supraviețuirea este măsurată în ore. În cele din urmă, australienii aud sunete de cimpoi care anunță sosirea unei armate britanice. După un asediu de 242 de zile, Aliații au scos Tobrukul din încercuire.

## Distribuție

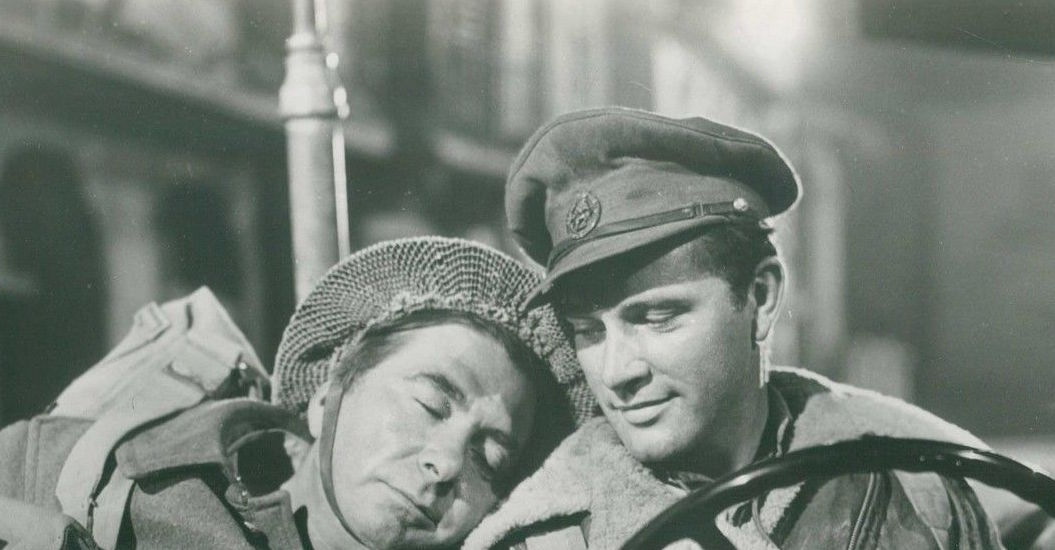
Căpitanul britanic "Tammy" MacRoberts îl duce cu mașina pe fostul său profesor, soldatul Tom Bartlett, la compania sa australiană

Rolurile principale au fost interpretate de actorii:

- Richard Burton - căpitan "Tammy" MacRoberts
- James Mason - Field Marshal Erwin Rommel
- Robert Newton - Tom Bartlett
- Robert Douglas - general
- Torin Thatcher - colonel Barney White
- Chips Rafferty - sergent "Blue" Smith
- Charles "Bud" Tingwell  (Charles Tingwell) - locotenent Harry Carstairs
- Charles Davis - Pete
- Ben Wright - Mick
- Michael Pate - căpitan Currie (nemenționat)
- John Alderson - caporal australian (nemenționat)

## Premii și nominalizări
A fost nominalizat la Premiul Oscar pentru cel mai bun scenariu original.
Filmul a fost cenzurat în Egipt.

## Vezi și
- Tobruk
- The Rats of Tobruk (1944)
- Tobruk (1967)
- Atac împotriva lui Rommel (1971)
- Tobruk (2008)